# Organopoda fulvistriga
Organopoda fulvistriga là một loài bướm đêm trong họ Geometridae.